# Obchoďák
Obchoďák je původní český televizní seriál vysílaný na televizi Prima Family. Na scénáři se podíleli Lucie Konečná a Petr Kolečko. Režii měli na starost Petr Slavík a Petr Zahrádka.

## Výroba
Místem natáčení se kromě jiného stalo skutečné pražské nákupní centrum Arkády Pankrác.
Premiéra 1. epizody 1. série byla vysílána 8. září 2012, závěrečná epizoda byla odvysílána 21. prosince 2012. Podle slov programového ředitele televize Prima family Petra Vladyky byl seriál dosud nejdražším projektem (více než 100 miliónů korun) této televize v hrané tvorbě. Původně chtěla Prima vyrobit druhou řadu Obchoďáku a nasadit ji do vysílání v jarní sezóně 2013. Nakonec se ale rozhodla projekt ukončit hned po odvysílání první řady, protože „nenaplnil dokonale očekávání“.

## Seznam dílů
1. Právě otevíráme
2. Taky tě líbám
3. Koňak nebo whisky
4. Lechtivá
5. Musíme věřit
6. Tři sta vteřin zpoždění
7. Líná lež
8. Poslední varování
9. Bestie
10. Harém
11. Uzavřená společnost
12. Havaj
13. Zločin a trest
14. Skladba pro Vandu
15. Francouzská masáž
16. Nanečisto
17. Přísahám na Ámose
18. Tornádo s Dášou
19. Ředitelka
20. To místo patří mně
21. Ve třech
22. Snídaně carských důstojníků
23. Už tě nechci vidět
24. Z deště pod okap
25. Nikdo nic neví
26. Všechno bude prima
27. Je pozdě
28. Opustím tě
29. Jedna rodina
30. Doktor v domě
31. Nic se ti nevyrovná
32. Báječné narozeniny

## Obsazení
| Tereza Kostková    | Vanda Plavcová                      |
| Marika Procházková | Dáša Knotková                       |
| Martin Trnavský    | Jiří Machar                         |
| David Matásek      | JUDr. Ivan Mařák                    |
| Danica Jurčová     | Simona Válková                      |
| Pavel Řezníček     | Marek Jeřábek                       |
| Ondřej Sokol       | Vilda „Zajda“ Horáček               |
| Alena Vránová      | Milada Plavcová                     |
| Pavel Kříž         | Petr Knotek                         |
| Lilly Spieglová    | Eva Knotková                        |
| Anna Kotlíková     | Michaela Plavcová                   |
| Petr Kostka        | MUDr. Vladimír Plavec               |
| Vilém Udatný       | František Válek                     |
| Jan Komínek        | Fanny Válek                         |
| Jitka Ježková      | Markéta Mařáková (dříve: Hloušková) |
| Jiří Štěpnička     | Lumír Hlouška                       |
| Nela Boudová       | Zuzana Macharová                    |
| Marie Doležalová   | Miroslava Horáčková                 |
| Taťjana Medvecká   | Jitka Veselá                        |
| Vlasta Žehrová     | Doubravka Blažková                  |
| Pavel Batěk        | Radek Plechatý                      |
| Igor Chmela        | Karel Řehák                         |
| Roman Zach         | Pavel Šíma                          |
| Martin Zahálka     | Boris Král                          |
| Oldřich Navrátil   | Jindřich Krabáček                   |
| Jiří Bábek         | Tomáš Podkonický                    |
| Aneta Krejčíková   | Anna Sahulová                       |
| Lenka Zahradnická  | Olga Hlaváčková                     |
| Jitka Sedláčková   | Radka Bergmannová                   |
| Alena Mudrová      | Bětka Barboříková                   |
| Barbora Mudrová    | Terka Barboříková                   |
| Markéta Frösslová  | Monika Petišková                    |
| Olga Lounová       | Marcela Zárubová                    |